# Venezia Euganea
Venezia Euganea byl název italské oblasti, existující od roku 1935 do roku 1963. Jejím centrem byly Benátky (italsky Venezia). Od roku 1963 se termínem Venezia Euganea občas označuje moderní oblast Benátsko.

## Historie
Do roku 1935 byl region součástí italské oblasti Venezia. Roku 1935 pak jeho rozdělením vznikají oblasti Julské Benátsko a Zadar, a Venezia Euganea, která v letech 1935 – 1947 kromě moderní oblasti Benátska zahrnovala i území moderních provincií Pordenone a Udine v dnešní autonomní oblasti Furlansko-Julské Benátsko. Od roku 1947 náležela k oblasti také provincie Gorizia a od roku 1954 také provincie Trieste. 31. ledna 1963 byl region rozdělen na oblast Benátsko a autonomní oblast Furlansko-Julské Benátsko, a tím také zanikl.

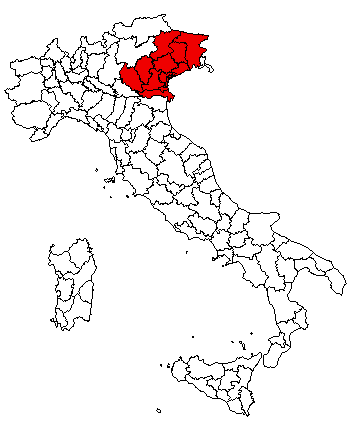
Venezia Euganea v letech 1935-1947
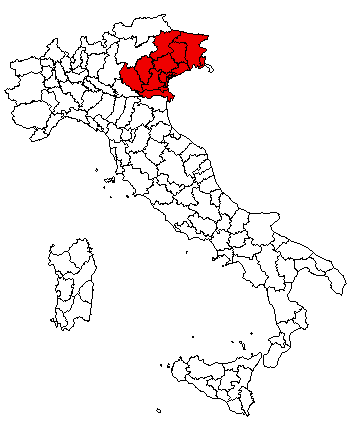
Venezia Euganea v letech 1947-1954
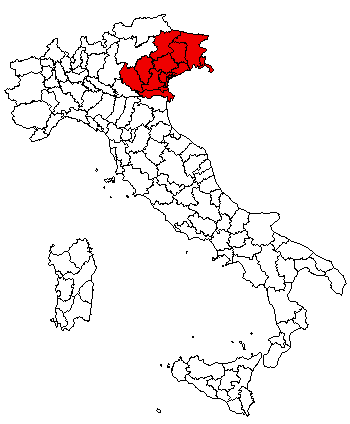
Venezia Euganea v letech 1954-1963